# Parectropis fasciata
Parectropis fasciata là một loài bướm đêm trong họ Geometridae.